# Linum strictum
Linum strictum é uma espécie de planta com flor pertencente à família Linaceae. 
A autoridade científica da espécie é L., tendo sido publicada em Species Plantarum 1: 279. 1753.
Os seus nomes comuns são linho-rijo ou linho-estreito.

## Portugal
Trata-se de uma espécie presente no território português, nomeadamente em Portugal Continental e no Arquipélago da Madeira.
Em termos de naturalidade é nativa das duas regiões atrás indicadas.

## Protecção
Não se encontra protegida por legislação portuguesa ou da Comunidade Europeia.